# يوميات نص الليل
يوميات نص الليل  هو كتاب من تأليف الدكتور مصطفى محمود يحتوي على مجموعة من المقالات بنظرة فلسفية تتحدث عن مواضيع مختلفة تتأمل في الحياة و الإنسان والطبيعة وأحوال المجتمع وغيرها من النقاط التي تحدث عنها الكاتب بنظرة فلسفية.

## محتوى الكتاب
- الطفل العميق
- مرحبا بالخوف
- الشر
- مناقشة
- شكوك في محلها
- السر
- المعجرة
- سرالجمال
- أنشودة للإنسان
- الإنسان العادي
- هذيان ليلة صيف
- حدوتة
- ب الحرية
- القنبلة الخضراء
- قبل الإعدام
- الغرور
- سر الحياة

## اقتباس من الكتاب
- "سؤالا لا يستطع أن يجاوب عليه أحد .. سؤالا أعمق من كل أفهامنا و أفهام آبائنا و أجدادنا من الفلاسفة الذين أفنوا أعمارهم في التفكير. الصديقان النموذجيان هما كزوج من القنافذ يتعاطفان و يتعاونان و يتلازمان و يتقاربان .. و لكن لا يذوبان في بعضهما لأن كل واحد له درقة من الأشواك تحميه من أن يقتحم عليه الآخر خصوصيته و سريته و ينتهك وحدانية نفسه و قداسة استقلاله."
- "الطبيعة في ضوء العلم وحده كابوس حقيقي و الحياة بالمنطق وحده سخافة و الواقع بالنظرة الموضوعية مسطح تماماً الطبيعة بدون شعر .. و بدون موسيقى غير طبيعية."
- "لقد بحثت عن مفاتن الطبيعة فوجدتها في داخل الإنسان.. و لم أجدها في الحدائق الغناء و الورود الزاهرة."
- " أنت لا تسافر حينما تغير مكانك .. و لكنك تكون قد سافرت حينما توسع من ثقافتك و ترثى من عاطفتك و تجدد من روحك."
- "إن ست البيت المقفول عليها بالعقل والترباس المحظور عليها أن تقابل رجل أو تكلم رجل والتي تخرج ولابسة عباية تغطى وجهها ويديها مثل هذه الست تعيش وتموت دون أن تعرف مدى فضيلتها وعفتها لأنها لم تتعرض لإغراء لتعرف ماذا ستفعل في مواجهة الإغراء"